# Frigga coronigera
A Frigga coronigera é uma espécie de aranha-saltadora (família Salticidae) encontrada principalmente na América do Sul, incluindo o Brasil. É uma aranha de tamanho pequeno a médio (cerca de 6 a 10 mm). Corpo robusto e com coloração avermelhado-vinho ou raramente amarronzada, geralmente com padrões em tons mais claros e escuros. Possuí Olhos grandes frontais, típicos das salticidae, que garantem excelente visão estereoscópica. As fêmeas tendem a ser maiores e menos contrastadas que os machos. Está presente em diversos ecossistemas, desde áreas urbanas, florestas tropicais, até regiões de cerrado. Bem adaptada a ambientes humanizados. Apesar de discreta, é comum em jardins e quintais, mas muitas vezes passa despercebida. Seu nome "coronigera" vem do latim e pode ser interpretado como "portadora de coroa", possivelmente referência aos padrões da carapaça. Como outras salticidae, é extremamente curiosa e pode observar fixamente quem se aproxima.
É uma espécie extremamente territorial e pode demonstrar comportamentos agressivos quando confrontada por outras aranhas, é comumente visto que ela tem preferência por matar fêmeas da espécie Hasarius adansoni. Utiliza sua excelente visão para caçar, aproximando-se lentamente da presa antes de dar o salto. É diurna e ativa, raramente tecendo teias, usando-as apenas na época de reprodução.
É ativa durante o dia. Usa a visão como principal sentido para caça e orientação. Não constrói teias para capturar presas. Caça ativamente, saltando sobre pequenas moscas e mariposas, sendo capazes de abater presas maiores do que ela. É extremamente territorial e é frequentemente vista em vegetação trepadeira, principalmente cercas vivas e plantas do gênero Passiflora, mas também pode ser encontrada em paredes e até no solo.
1. ↑  Natural History Museum Bern. «NMBE - World Spider Catalog». wsc.nmbe.ch (em inglês). Consultado em 13 de agosto de 2025
2. ↑  Mello-Leitão, C. F. de. (1945). Arañas de la provincia de Buenos Aires y de las gobernaciones de La Pampa, Neuquen, Río Negro y Chubut. Revista del Museo de La Plata. Mello-Leitão, C. F. de. (1945). Arañas de la provincia de Buenos Aires y de las gobernaciones de La Pampa, Neuquen, Río Negro y Chubut. Revista del Museo de La Plata'. [S.l.: s.n.]